# Panitumumab
Panitumumab (INN: Panitumumab, ABX-EGF, Vectibix ATC L01X C08) — ludzkie przeciwciało monoklonalne IgG2, wytwarzane z użyciem linii komórkowej ssaków za pomocą techniki rekombinacji DNA. Stosowany w monoterapii raka jelita grubego z przerzutami wykazującego ekspresję receptora nabłonkowego czynnika wzrostu (EGFR, ang. Epidermal Growth Factor Receptor) i genu KRAS bez mutacji (typ dziki), po niepowodzeniu leczenia schematami chemioterapii zawierającymi fluoropirymidynę, oksaliplatynę i irynotekan.

## Mechanizm działania
Panitumumab jest rekombinowanym w pełni ludzkim przeciwciałem monoklonalnym IgG2, wykazującym duże powinowactwo i specyficzność wobec ludzkiego EGFR. EGFR to glikoproteina transbłonowa należąca do podgrupy receptorowych kinaz tyrozynowych typu 1 obejmujących EGFR (HER1/c-ErbB-1), HER2, HER3 i HER4. EGFR stymuluje wzrost komórek normalnej tkanki nabłonkowej, w tym skóry i mieszków włosowych, i podlega ekspresji na wielu komórkach nowotworowych. Panitumumab wiąże się z domeną wiążącą ligand EGFR i hamuje autofosforylację receptora wywoływaną przez wszystkie znane ligandy EGFR. Wiązanie panitumumabu do EGFR prowadzi do internalizacji receptora, zahamowania wzrostu komórek, indukcji apoptozy oraz zmniejszonej produkcji interleukiny 8 i czynnika wzrostu śródbłonka naczyniowego. Gen KRAS (ang. Kirsten rat sarkoma 2 viral oncogene homolog) koduje małe białko wiążące GTP zaangażowane w przetwarzanie sygnału. Różnorodność bodźców, w tym bodźce z EGFR aktywują KRAS, który z w następstwie pobudza inne białka wewnątrzkomórkowe, które przyczyniają się do proliferacji komórki, jej przeżycia i angiogenezy. Aktywne mutacje genu KRAS występują często w różnych ludzkich nowotworach i zaangażowane są zarówno w onkogenezę, jak i w progresję raka.

## Częste działania niepożądane
U prawie wszystkich pacjentów (około 90%) leczonych panitumumabem występują reakcje skórne, będące farmakologicznym efektem działania inhibitorów receptora nabłonkowego czynnika wzrostu.
| - Trądzikowate zapalenie skóry - Wysypka - Wysypka złuszczająca - Rumień - Złuszczanie skóry - Świąd - Suchość skóry - Pękanie skóry - Trądzik | - Biegunka - Nudności - Wymioty - Ból brzucha - Zapalenie jamy ustnej - Zaparcia - Uczucie zmęczenia - Gorączka - Zanokcica - Duszność - Kaszel |

## Warunkowe dopuszczenie do obrotu
Lek ten został dopuszczony do obrotu zgodnie z procedurą dopuszczenia warunkowego. Oznacza to, że oczekiwane są dalsze dane na temat tego produktu, w szczególności dane potwierdzające działanie u pacjentów bez mutacji genu KRAS, które obecnie jest wykazane na podstawie analizy retrospektywnej. Oczekiwane są także dalsze dane dotyczące wpływu panitumumabu w połączeniu z chemioterapią na przeżycie wolne od progresji u chorych bez mutacji genu KRAS. Badania oceniające ten wpływ trwają obecnie. Europejska Agencja Leków (EMA) i FDA dokona każdego roku przeglądu nowych informacji o produkcie i, w razie konieczności, nastąpi aktualizacja Charakterystyki Produktu Leczniczego.